# 夜明けの序曲
『夜明けの序曲』（よあけのじょきょく）は、宝塚歌劇団で上演された一本立てのミュージカル作品。花組公演。
新派劇の創始者の川上音二郎と貞奴夫妻らを描いた。

## 作品の概要
1982年の初演ではこの作品がさよなら公演となった花組男役トップスター松あきらが音二郎を、若葉ひろみが貞奴を演じた。このとき、順みつきは外部出演のため休演であった。
本作の東京宝塚劇場公演は1982年芸術祭出品作品となり、同賞大賞を受賞。また、男役トップ目前に坂東八十助(5代目)と結婚（のち離婚）のために退団した寿ひずるの宝塚最後の出演作品ともなった。
公文健が主題歌の作詞を提供している。
1999年の再演は、愛華みれの花組男役トップスターお披露目公演となった。また、元雪組副組長などを歴任した専科・岸香織が、当公演出演を最後に定年退団している。

## 公演記録
1982年
- 8月12日 - 9月28日[3]（新人公演(第一部のみ)：8月31日[5]、新人公演(第二部のみ)：9月17日[5]） 宝塚大劇場公演
- 11月7日 - 12月5日[6]（新人公演：11月17日[5]）　東京宝塚劇場公演

宝塚公演の形式名は「宝塚グランド・ロマン」で2部40場。
新人公演・配役（宝塚・第一部、東京・第一部）
- 川上音二郎 - 朝香じゅん
- 川上貞 - 峰丘奈知

新人公演・配役（宝塚・第二部、東京・第二部）
- 川上音二郎 - 瀬川佳英
- 川上貞 - ひびき美都

1999年
- 1月1日 - 2月7日[4]（新人公演：1月19日[4]）　宝塚大劇場公演
- 4月3日 - 5月10日[7]（新人公演：4月13日[7]）　TAKARAZUKA1000days劇場（東京）公演

形式名は「宝塚グランドロマン」。2部40場。
第1部：雪のマンハッタン、第2部：花のモンマントル
専科所属の出演者は松本悠里、岸香織、城火呂絵
新人公演・配役
- 川上音二郎 - 水夏希
- 川上貞 - ふづき美世
- 高浪定二郎 - 彩吹真央
- ユキ - 舞風りら
- 櫛引弓人 - 蘭寿とむ
- 津坂幸一郎 - 愛音羽麗
- 三上繁 - 悠真倫
- お勝 - 夢路ほのか

## スタッフ

### 1982年（スタッフ）
宝塚大劇場
- 作・演出：植田紳爾[3]、酒井澄夫[3]
- 音楽[8]：寺田瀧雄、入江薫、高橋城
- 邦楽指導：本條秀太郎[9]
- 音楽指揮[8]：野村陽児、溝口堯
- 振付[8]：花柳寿楽、喜多弘、岡正躬、県洋二、黒瀧月紀夫
- 装置[8]：石浜日出雄、関谷敏昭
- 衣装[8]：静間潮太郎、中川菊枝
- 照明：今井直次[9]
- 音響：松永浩志[9]
- 小道具：上田特市[9]
- 効果：中田正廣[9]
- 演技監督：美吉左久子[9]
- 演出補：三木章雄[9]
- 演出助手[9]：谷正純、石田昌也
- 制作：田中拓助[9]

### 1999年（スタッフ）
※氏名の後ろに「宝塚」、「東京」の文字がなければ両劇場共通。
- 作・監修：植田紳爾[2]
- 演出[2]：酒井澄夫、三木章雄
- 作曲[4]・編曲[4]：寺田瀧雄、入江薫、吉田優子
- 邦楽指導：本條秀太郎[4]
- 音楽指揮[4]：岡田良機、清川知己
- 振付[4]：花柳寿楽、羽山紀代美、名倉加代子、御織ゆみ乃、若央りさ
- 装置[4]：石濱日出雄、関谷敏昭
- 衣装[4]：静間潮太郎、有村淳
- 照明：今井直次[4]
- 音響：加門清邦[4]
- 小道具：伊集院撤也[4]
- 小道具補：石橋清利[4]
- 効果：扇野信夫[4]
- 演技指導：美吉左久子[4]
- 演出助手：木村信司[4]（宝塚）、大野拓史[4]（宝塚）、小柳奈穂子[7]（東京）
- 装置補：広森守[4]
- 舞台進行[4]：西原徳充、恵見和弘
- 舞台監督[7]：藤村信一（東京）、中村兆成（東京）、香取克英（東京）、宮脇学（東京）
- 舞台美術製作：株式会社 宝塚舞台[4]
- 演奏：宝塚管弦楽団[4]
- 制作：阿古健[4]
- 演出担当（新人公演）：木村信司[2]

## キャスト
|                    | 1982年花組         | 1982年花組         | 1999年花組                        |
| 劇場               | 宝塚大劇場         | 東京宝塚劇場       | 宝塚大劇場 TAKARAZUKA1000days劇場 |
| ------------------ | ------------------ | ------------------ | --------------------------------- |
| 川上音二郎         | 松あきら           | 松あきら           | 愛華みれ                          |
| 貞（マダム貞奴）   | 若葉ひろみ         | 若葉ひろみ         | 大鳥れい                          |
| 高浪定二郎         | 高汐巴             | 寿ひずる           | 匠ひびき                          |
| 櫛引弓人           | 平みち             | 朝香じゅん         | 伊織直加                          |
| 仁田鶴吉           | 新城まゆみ         | 麻月鞠緒           | 矢吹翔                            |
| 三上繁             | 岸香織             | 岸香織             | 岸香織                            |
| 藤川岩之助         | 宝純子             | 宝純子             | 大伴れいか                        |
| 津坂幸一郎         | 朝香じゅん         | 梓のぼる           | 春野寿美礼                        |
| ジョージ・モルガン | 明日香都           | 明日香都           | 磯野千尋                          |
| ユキ               | 松本悠里           | 松本悠里           | 松本悠里                          |
| お勝               | 城火呂絵           | 城火呂絵           | 城火呂絵                          |
| ジョージ           | 瀬川佳英           | 瀬川佳英           | 水夏希                            |
| 丸山蔵人           | 陣夏実             | 柊和希             | 瀬奈じゅん                        |
| 演出（スタッフ）   | 植田紳爾・酒井澄夫 | 植田紳爾・酒井澄夫 | 植田紳爾・酒井澄夫                |

## 主な楽曲
- 夜明けの序曲(主題歌)
- 心も空に(主題歌)
- 貴方に生命を
- 花・宴・歌✴再演(1999年)(作詞：公文 健 作曲：寺田瀧雄）
- 噂
- 望郷の譜（作詞：植田 紳爾 作曲：入江 薫）
- 歌舞伎A若衆の踊り(毛槍)
- 歌舞伎B獅子
- 地唄舞(雪)(作曲：入江　薫）